# La Guerre des casinos
La Guerre des casinos (titre original : The Vegas Strip War) est un téléfilm américain de George Englund diffusé en 1984.

## Synopsis
Neil Chaine et ses associés sont propriétaires du casino Desert Inn à Las Vegas. Ils souhaiteraient en ouvrir un autre à Atlantic City mais la commission des jeux leur refuse ce projet en raison des mauvaises fréquentations de Chaine. En effet ce dernier a des liens avec Jimmy Weldstrom qui, selon les autorités, serait un membre de la mafia. Mais Neil certifie que ses rapports avec Weldstrom sont purement amicaux...

## Fiche technique
- Titre original : The Vegas Strip War
- Réalisation : George Englund
- Scénario : George Englund
- Directeur de la photographie : Fred J. Koenekamp
- Montage : Gary Griffin et William J. Waters
- Musique : Jimmie Haskell
- Costumes : Robert 'Jake' Jacobs, Shelly Levine et Pat Welsh
- Décors : Trevor Williams
- Production : Michael Greenberg
- Genre : Drame
- Pays :  États-Unis
- Durée : 96 minutes (1 h 36)
- Date de diffusion :
  -  États-Unis : 25 novembre 1984

## Distribution
- Rock Hudson (VF : Jean-Claude Michel) : Neil Chaine
- Sharon Stone (VF : Michèle Bardollet) : Sarah Shipman
- Madison Mason (VF : Michel Le Royer) : Gray Ryan
- Robert Costanzo (VF : Pierre Trabaud) : Stan Markham
- Dennis Holahan (VF : Roger Crouzet) : Jimmie Weldstrom
- Robin Gammell (VF : Philippe Mareuil) : Marvin Berman
- Tony Russel (VF : Robert Bazil) : Morgan Steinman
- Noriyuki 'Pat' Morita (VF : Albert Augier) : Yip Tak
- James Earl Jones (VF : Pierre Garin) : Jack Madrid
- Bryan Englund : Garland
- Richard Wagner : Josh Mallory
- George Englund Jr. (VF : Pierre Fromont) : le guide d'Alcatraz
- Bonnie Graves : la secrétaire de Neil

## Autour du film
C'est le dernier téléfilm dans lequel apparaît Rock Hudson, alors gravement malade du SIDA.